# Jetsada Jitsawad
Jetsada Jitsawad (Bangkok, 5 agosto 1980) è un ex calciatore thailandese, di ruolo difensore.

## Caratteristiche tecniche
Era un difensore centrale.

## Carriera

### Club
Ha cominciato a giocare nel TTM Chiangmai. Nel 2009 si è trasferito al Muangthong United. Nel 2011 è passato al BEC Tero Sasana. Nel 2013 è stato acquistato dal Chiangrai United. Nel 2015 ha giocato al TTM Bangkok. Nel 2016 è passato al Pattaya United.

### Nazionale
Ha debuttato in Nazionale nel 2002. Ha partecipato, con la Nazionale, alla Coppa d'Asia 2004 e alla Coppa d'Asia 2007. Ha collezionato in totale, con la maglia della Nazionale, 31 presenze.